# 妈祖 (电视剧)
《妈祖》，中国大陆古装神话剧电视剧，导演路奇，主演刘涛、严屹宽、刘德凯、黄嘉乐、呂晶晶、赵鸿飞、林心如、魏宗万等。该剧根据周濯街的同名小说改编而成，是继《天仙配》（2007年）之后的第二部改编自周濯街小说的央视神话剧。于2012年12月31日在中国中央电视台电视剧频道首播。该剧与2013年7月31日在中视播出。

## 剧情
北宋，东南沿海地区经常发生水灾，赤脚大仙奏明玉帝，请求加封一位掌管海事的神仙，玉帝允诺。王母娘娘和观音菩萨经过查询，让福建莆田湄洲岛林愿的妻子王氏怀上了女婴，即未来的海神，赤脚大仙担任其师傅，教授其法术。东海水灾都是东海龙王的儿子睚眦引起的，為拯救苍生，林默和师傅赤脚大仙几经周折，终於制伏睚眦，而林默娘也被封為海神。

## 演出
(按片花名單排序)
水闕仙班
| 演员              | 角色         | 备註                                                                           |
| 刘涛 童年：关晓彤 | 林默娘       | 妈祖，排行第七。                                                               |
| 吕晶晶            | 桂花         | 林家的養女，林默娘的义妹，妈祖的水闕仙班候補勤務之。                           |
| 周航              | 高里鬼(水鬼) | 汪小凡轉變，媽祖另名高里正，妈祖的水闕仙班十八位之一(降伏)。                   |
| 刘岳              | 狴犴         | 东海龙王敖广的四儿子，龍蟹精，妈祖的水闕仙班十八位之一(自願)，後化身為楊生全。 |
| 张建国            | 嘉应         | 妈祖的水闕仙班十八位之一(降伏)，曾經是睚眥的部屬。                             |
| 张国庆            | 嘉佑         | 妈祖的水闕仙班十八位之一(降伏)，曾經是睚眥的部屬。                             |
| 张宏林            | 晏公         | 章魚精，妈祖的水闕仙班十八位之一(降伏)，曾經是睚眥的部屬，化身為汪小凡。       |
| 大洋              | 莫尔斯       | 妈祖的水闕仙班十八位之一(降伏)，西方的邪惡魔法師。                             |
| 王剛              | 浪里飛       | 媽祖的水闕仙班十八位之一(降伏)，黑甲島大寨主。                                 |

天庭/龍宮
| 演员   | 角色     | 备註                                       |
| 魏宗万 | 敖广     | 东海龙王。                                 |
| 赵丽娟 | 王母娘娘 | 玉皇大帝的配偶，策劃海神主。               |
| 王繪春 | 赤腳大仙 | 林默娘的師父。                             |
| 林心如 | 观音菩萨 | 賜予林默娘與楊生全。                       |
| 朱海燕 | 珍后     | 东海龙王敖广的配偶，魚精，睚眦的親生母親。 |
| 李晴   | 龟将军   | 狴犴的部屬。                               |

人間角色
| 演员                | 角色   | 备註                                                                   |
| 黄嘉乐 童年：万昌皓 | 杨生全 | 林默娘的青梅.竹马，第一男主角。                                        |
| 严屹宽              | 吴宗伦 | 林默娘的官人(夫妻之名，無夫妻之實)，第二男主角。                       |
| 刘佳                | 王氏   | 林默娘的母亲。                                                         |
| 刘德凯              | 林愿   | 林默娘的父亲。                                                         |
| 胡彪                | 林洪毅 | 林默娘的大哥，獨生子，排行第一。                                       |
| 王亚梅              | 李海燕 | 林洪毅的妻子，林默娘的大嫂。                                           |
| 庄庆宁              | 林妙珠 | 林默娘的五姐，排第六。                                                 |
| 周航                | 汪小凡 | 林妙珠的丈夫，晏公的化身。                                             |
| 赵雨菁              | 阿霞   | 林默娘的鄰居許茂盛的妻子，許茂盛原本單戀林默娘的五姐林妙珠後來沒結果。 |

反派角色
| 演员   | 角色     | 备註                                                           |
| 赵鸿飞 | 睚眦     | 东海龙王敖广的二儿子，龍魚精，珍后的親生兒子。劇中的反派角色。 |
| 罗曼雅 | 蚌妃     | 睚眦的配偶，蚌精。                                             |
| 刘岩奇 | 巡海夜叉 | 睚眥的左手。                                                   |
| 赖晓生 | 白鲨精   | 睚眥的右手。                                                   |
| 李晴   | 毒爪王   | 龜將軍轉變，黑甲島二寨主。                                     |

## 音乐

### 中國大陸
| 曲序 | 曲目           |      | 作曲   | 演唱者 |
| ---- | -------------- | ---- | ------ | ------ |
| 1.   | 妈祖（主題曲） | 易茗 | 赵季平 | 谭晶   |

### 台灣
中視
| 曲序 | 曲目             |        | 作曲   | 演唱者 |
| ---- | ---------------- | ------ | ------ | ------ |
| 1.   | 忘川河（片頭曲） | 江志豐 | 江志豐 | 龍千玉 |
| 2.   | 打（片尾曲）     | 許卿燿 | 蔡宏勳 | 袁小迪 |

## 史实差异
历史上妈祖是处子之身而没有嫁人，该剧中妈祖也是处子之身而妈祖卻有嫁人，但是，是嫁而不婚，婚而不娶，夫妻之名，無夫妻之實。
该剧中妈祖用“英语”和外国人交谈是穿帮镜头，没有遵循历史史实，因为北宋时期和宋朝商业往来的是阿拉伯和波斯，现代英语当初还没有啟發。中国历史题材的影视有“英文”的还有《钟馗传说》（唐朝）、《大话西游》（唐朝）。
传说千里眼、顺风耳被妈祖打败所收服，而剧中却为玉帝所赐，列位仙班比妈祖早。

## 幕后
劇中林默娘（刘涛）與吴宗伦（严宽）一句劇中台词“你可以嫁而不婚，我可以婚而不娶，我们有夫妻之名，各居其屋，无夫妻之实。”引发了刘涛丈夫王珂在新浪微博叫屈：“苍天啊？这说的不是一个月来我这屌丝过的日子吗？由於刘老师最近拍摄紧张，已经很久没逮著她人了！@严宽，你怎麼还出这种主意。”而刘涛在新浪微博回应丈夫王珂:“羊肉吃多了上火”。

## 奖项
| 頒獎典禮               | 奬項             | 得獎者   |
| ---------------------- | ---------------- | -------- |
| 第27届中国电视金鹰奖   | 优秀电视剧       | 《媽祖》 |
| 第29届中国电视剧飞天奖 | 长篇电视剧二等奖 | 《媽祖》 |

## 收视率
该剧的收视率是4%，引发了妈祖热。

### 收視率(台灣中視)
| 播映日期                | 週數     | 平均收視率 | 排名 | 集數  | 備註   |
| ----------------------- | -------- | ---------- | ---- | ----- | ------ |
| 2013年7月31日－08月2日  | 1        | 1.23       | 4    | 01-03 | 首播   |
| 2013年8月5日－08月9日   | 2        | 1.36       | 4    | 04-08 |        |
| 2013年8月12日－08月16日 | 3        | 1.76       | 3    | 09-13 |        |
| 2013年8月19日－08月22日 | 4        | 2.23       | 3    | 14-17 | 完結篇 |
| 平均收視                | 平均收視 | 1.65       |      | -     | -      |

- 同時段節目：
  - 三立：
    - 三立台灣台《天下女人心》
    - 三立都會台《幸福選擇題》

  - 台視：
    - 週一~週四《楚留香新傳／江南傳奇之十五貫》
    - 週五《金牌麥克風》

  - 民視《風水世家》
  - 華視《新白髮魔女傳／陸貞傳奇》
  - 大愛《路長情更長／心開運轉》
- 由AGB尼爾森調查，調查範圍是四歲以上收看電視之觀眾。
- 資料來源：中時娛樂、凱絡媒體週報